# 曹溪寺 (韩国)
曹溪寺（韓語：조계사）是朝鲜佛教中曹溪宗的總本山，在韓國佛教禅宗中扮演着领导的地位。此庙于1395年朝鲜王朝初期被首次创立后因火灾焚毁，而现存的寺庙在1910年创立（当时日治时期称为皇阁寺，韩国建国后改为称为太古寺）1954年寺内爆发净化运动，比丘僧派赶走受日本佛教影响的带妻僧更改为曹溪寺，带妻僧则继承太古的寺名的名称为太古宗。
曹溪寺位于首尔中部的鐘路區，而韩国天然纪念物9号正是位于寺庙中的一棵古老的白松树。
在1998年12月，曹溪寺因有不同派系的僧人进行权力斗争时占据了寺庙而受到媒体的关注。在他们占据了庙宇40多天之后，防暴警察奉命到场控制寺庙并驱逐示威者。 （页面存档备份，存于） （页面存档备份，存于）